# Hachi (prénom)
Pour les articles homonymes, voir Hachi.
 (août 2017).
Hachi est un prénom mixte

## Sens et origine du prénom
- Prénom féminin d'origine nord-amérindienne[1] du peuple Séminole.
- Prénom qui signifie "cours d'eau".

## Prénom de personnes célèbres et fréquence
- Prénom très peu usité aux États-Unis[2].
- Prénom qui semble-t-il n'a jamais été donné en France[3].